# Gladiolus violaceolineatus
Gladiolus violaceolineatus är en irisväxtart som beskrevs av Gwendoline Joyce Lewis. Gladiolus violaceolineatus ingår i släktet sabelliljor, och familjen irisväxter. Inga underarter finns listade i Catalogue of Life.